# Prunay-le-Gillon
 Prunay-le-Gillon  es una población y comuna francesa, en la región de  Centro, departamento de Eure y Loir, en el distrito de Chartres y cantón de Chartres-Sud-Est.

## Demografía
| 742 | 681 | 727 | 812 | 941 | 892 |
| Para los censos de 1962 a 1999 la población legal corresponde a la población sin duplicidades (Fuente: INSEE [Consultar]) |     |     |     |     |     |